# پرستو احمدی
پرستو احمدی (زادهٔ ۱ فروردین ۱۳۷۶ نوشهر) خوانندهٔ ایرانی است. اجرای «کنسرت کاروانسرا» در کاروانسرای دیر گچین با پوشش اختیاری که پس از ضبط آن در پاییز، در ۲۱ آذر ۱۴۰۳ از کانال یوتیوب او پخش شد، بازتاب گسترده‌ای به‌دنبال داشت.

## زندگی
پرستو احمدی در ۱ فروردین ۱۳۷۶ در نوشهر زاده شد. او فارغ‌التحصیل رشته کارگردانی سینما از دانشگاه سوره است. احمدی آموختن سلفژ و صداسازی را (سبک فولکلور و کلاسیک) از ۱۴ سالگی آغاز کرده است.

## آثار

### از خون جوانان وطن
پرستو احمدی پس از اعتراضات آبان ۹۸ در ایران، قطعهٔ «از خون جوانان وطن» را بازخوانی کرد. در جریان اعتراضات ۱۴۰۱ بازنشر مجدد این بازخوانی، او را مورد توجه ایرانیان قرار داد.

### هوای آزادی
احمدی در خرداد ۱۴۰۲، قطعهٔ «هوای آزادی» را با صدای خودش و شعری از فاطمه دوگوهرانی منتشر کرد که به گفتهٔ او «ادای دِینی به جنبش زن، زندگی، آزادی بود.» ۳ ماه پس از انتشار این قطعه، او مورد پیگرد قضایی قرار گرفت. احضار او به دادسرای امنیت تهران و توقیف وسایل شخصی، چالش‌هایی را برای فعالیت‌های هنری‌اش ایجاد کرد.

### کنسرت کاروانسرا
اجرای «کنسرت کاروانسرا» در آذر ۱۴۰۳ در کاروانسرای دیر گچین با پوشش اختیاری، در ۲۱ آذر ۱۴۰۳ از کانال یوتیوب او به صورت زنده پخش شد، بازتاب گسترده‌ای در شبکه‌های اجتماعی داشت و تعداد دنبال‌کننده‌های احمدی در رسانه‌ها بیشتر شد. او در «کنسرت کاروانسرا» که خود آن را یک «کنسرت فرضی» می‌نامید، ترانه‌هایی با اشعار مهدی اخوان ثالث، هوشنگ ابتهاج، ابوالقاسم لاهوتی، حیدر رقابی، عارف قزوینی و چند ترانه فولکلور و قدیمی همچون «سر کوی دوست»، «عزیز جون»، «کمر باریک»، «مرا ببوس»، «لحظه دیدار»، «چه سازم» و «از خون جوانان وطن» را اجرا کرد. احسان بیرقدار، سهیل فقیه‌نصیری، امین طاهری و امیرعلی پیرنیا به‌عنوان نوازنده او را در این کنسرت همراهی کردند. احمدی دربارهٔ کنسرت خود نوشت:
«من، پرستو؛ دختری که می‌خواهم برای مردمی که دوستشان دارم بخوانم. این حقی است که نمی‌توانستم از آن چشم بپوشم؛ خواندن برای خاکی که عاشقانه دوستش دارم. اینجا، در این نقطه از ایران عزیزمان، در این تکه‌ای که تاریخ و اسطوره‌های ما به هم پیوند می‌خورند، صدای من را در این کنسرت فرضی بشنوید و خیال کنید، این وطن زیبا را…»

### تک آهنگ‌ها
- ۲۰۱۸ - از خون جوانان وطن
- ۲۰۲۱ - حیرانی
- ۲۰۲۱ - هوای آزادی
- ۲۰۲۴ - نفس شب
- ۲۰۲۴ - واسونک شیرازی
- ۲۰۲۴ - زائر (بازخوانی ترانه رامش)
- ۲۰۲۴ - هفت
- ۲۰۲۴ - دریا طوفان داره
- ۲۰۲۴ - تو بیو

## واکنش‌ها
- گوگوش خواننده برجسته ایرانی در مصاحبه ای با رادیو فردا و در واکنش به کنسرت کاروانسرای پرستو احمدی گفت: «پرستو، شبیه قمرالملوک وزیری تاریخ‌سازی کرد و مانند او، راه را برای خوانندگان زن زیادی هموار کرد. جمهوری اسلامی دیگر نمی‌تواند جلوی آواز زنان را بگیرد»[۲۰][۲۱]
- نشریه فرانسوی «شارلی ابدو» در کاریکاتوری که با تازگی منتشر کرد، به «کنسرت فرضی» پرستو احمدی و مخالفت حکومت جمهوری اسلامی با آن پرداخت.[۲۲]
- کتایون ریاحی، هنرمند سینما، پس از انتشار خبر بازداشت پرستو احمدی در یک استوری اینستاگرامی قسمتی از این کنسرت را بازنشر کرد و نوشت: «ما سرود ایرانیم. بخوان که شهر سرود زن شود.» او خواستار آزادی پرستو احمدی شد و نوشت: «زن، زندگی، آزادی».[۲۳]
- روزبه بمانی، خواننده، روز ۲۶ آذرماه در کنسرتش با اشاره به «کنسرت فرضی» پرستو احمدی گفت: «به جای اینکه یک خانمی در فضای مجازی بخواند و همه خبرها را سمت او ببریم، برای سرزمین‌مان تلاش کنیم تا روزی سه ساعت برق‌مان نرود، گازمان نرود و در تابستان آب نداشته باشیم.» این اظهارات او در رسانه‌های اجتماعی با انتقاد کاربران در حمایت از حق آواز خواندن زنان مواجه شد.[۲۴]
- ماندانا خضرایی، خواننده، با انتشار ویدیویی در اینستاگرام خود به واکنش‌های برخی هنرمندان مرد دربارهٔ اجرای پرستو احمدی انتقاد کرد و گفت: «بیش از چهل سال است که صدای زنان را خفه کرده‌اند، شما کجا هستید؟» او در پست اینستاگرامی خود نوشت: «اگر نیمی از جمعیت ایران را خاموش نکرده بودند، امروز جنابعالی یکه‌تاز صحنه نبودید و پرستو احمدی و پرستو احمدی‌ها به جای کنسرت فرضی، کنسرت واقعی داشتند.»[۲۵][۲۴]
- عبدالرضا داوری، در حساب تویتر (ایکس) خود با طرح سوالاتی از جمله چگونگی استفاده از کاروانسرای دیر گچین به عنوان مجموعه‌ای زیر نظر وزارت گردشگری، مدعی ابهاماتی در ارتباط با برگزاری کنسرت شد.[۲۶]

## برخورد قضایی
قوهٔ قضائیهٔ جمهوری اسلامی ایران گفته بود با احمدی برای اجرای موسیقی بدون مجوز و بدون رعایت «موازین قانونی و شرعی» برخورد می‌کند. به گزارش خبرگزاری میزان، برای دست‌اندرکاران این کار پرونده تشکیل شده و با دیگر عوامل اجرا نیز برخورد خواهد شد.
احمدی و دو نوازنده کنسرت به نام‌های احسان بیرقدار، نوازنده پیانو و سهیل فقیه نصیری، نوازنده گیتار الکتریک در تاریخ ۲۴ آذر بازداشت شدند. رسانه‌های حکومتی به نقل از فرماندهی انتظامی مازندران گزارش دادند پرستو احمدی، «پس از برگزاری نشست توجیهی به همراه خانواده از ساختمان پلیس پیش از ساعت ۲۳:۵۸ خارج و آزاد شده است» اما وکیل او این خبر را تکذیب کرد. او سرانجام در ساعت ۳ بامداد ۲۵ آذر آزاد شد. این آزادی در پی سپردن وثیقه ۳ میلیارد تومانی ممکن شده است.
مدیر کل میراث فرهنگی استان قم و مدیر صندوق احیای بناهای تاریخی نیز در پی برگزاری کنسرت مجازی در کاروانسرای دیر گچین برکنار شدند. همچنین این کاروانسرا پلمب و مدیرش به دادگاه معرفی شد.